# 무적고양이 팬텀
무적고양이 팬텀은 코스그로브 홀 필름에서 제작한 영국의 TV 애니메이션 시리즈이다. 1995년 9월 7일부터 1996년 12월 18일까지 ITV에서 총 26화로 방영되었다.
대한민국에서는 1997년에 MBC에서 방영되었다.

## 등장인물
- 팬텀
- 타비타 "탭스" 와일드캣
- 맥더프
- 번티
- 린드라 바그쇼트
- 린드버프
- 마마고라
- 빌리
- 바론 본 스켈터
- 비니
- 모니터

## 같이 보기
- 에롤 플린